# Закон за запазване на енергията
Законът за запазване на енергията е основен природен закон, изведен емпирически и е един от няколкото закони за запазване във физиката. Той гласи, че пълната енергия на една затворена система е константа по отношение на времето, т.е. се запазва с времето. Казано по друг начин, енергията може да се преобразува от една форма в друга, но не може да бъде създадена или унищожена.
Законът за запазване на енергията е универсален и се среща в различни раздели на физиката. Например в класическата механика той се проявява в съхраняването на механичната енергия (сумата от потенциалната и кинетичната енергия на системата). В термодинамиката се проявява в първия закон на термодинамиката, който твърди, че пълният входящ енергиен поток в една система трябва да е равен на пълния изходящ енергиен поток на системата плюс вътрешната енергия на системата. Първият закон на термодинамиката изключва възможността за вечен двигател (перпетуум мобиле) от първи род. В теорията на относителността на Айнщайн е показано, че енергията и масата са едно и също нещо и не могат да съществуват едно без друго. Новото е, че материалните частици (съдържащи атоми) могат да бъдат превърнати в нематериални форми на енергия, каквито са светлината или топлината. По този начин в една изолирана система въпреки че материята и „чистата енергия“ могат да се превръщат една в друга, цялата маса и цялата енергия на системата остава константа с времето за всеки наблюдател. Ако енергия в каквато и да е форма напусне тази система, то масата на системата намалява в съответствие със загубата.
Днес понятието запазване на енергията се отнася за сумарната енергия на една такава система във времето. Тази енергия е съставена от всички форми на енергия, притежавани от системата.

## История
Основите на този закон са положени още от древните философи в Древна Гърция, а по-късно от Рене Декарт и Михаил Ломоносов. Един от първите експерименти, потвърждаващи закона за запазване на енергията, е извършен от Жозеф Луи Гей-Люсак, проведен в 1807 година. Той изучава разширението на газове, но не може да обясни някои от явленията като например липсата на промяна на температурата. Майкъл Фарадей, изучавайки електрическите и магнитни свойства на веществата, стига до заключение, че всичко трябва да има общ произход и отделните форми могат да се превръщат една в друга. Тази гледна точка е същността на закона за запазване.
Малко по-късно Садѝ Карнò, френски физик, извършва експерименти и прави началните стъпки за установяване на количествената връзка между работа и топлина. Количественото доказателство е дадено от Джеймс Джаул.
Първият, който осъзнава и формулира всеобщия закон за запазване на енергията, е немският доктор Роберт Майер. Първоначално той подготвя статия, която предлага за публикуване в списанието „Анален дер Физик“, издавано от Йохан Кристиан Погендорф. Поради слабата подготовка на Майер в областта на физиката статията съдържа някои груби грешки и е отхвърлена. Въпреки това той поддържа идеята си и води публични дебати с професора по физика Йохан Готлиб Ньоремберг, който отхвърля хипотезата му, но му предлага няколко начина за нейната експериментална проверка.
Майер не само провежда експериментите, но и определя количествено трансформацията на кинетичната енергия в топлина. Резултатите от тези изследвания са публикувани през май 1842 година в списанието на Юстус фон Либих. В брошурата си „Органичното движение във връзка с метаболизма“ (Die organische Bewegung im Zusammenhang mit dem Stoffwechsel) от 1845 година Майер определя механичния еквивалент на топлината – първоначално като 365 kgf·m/kcal, като по-късно го коригира на 425 kgf·m/kcal. Приетата от съвременната наука стойност е 426,6 kgf·m/kcal за термохимична калория. От тази зависимост следва, че макар механичната работа и топлината да имат различен характер, те могат да бъдат трансформирани една в друга. Този извод е еквивалентен на закона за запазване на енергията, формулиран явно от Херман фон Хелмхолц през 1847 година.

## Класическа механика
В класическата (нютонова) механика се формулира частен случай на закона за запазване на енергията – закон за запазване на механичната енергия. Той гласи, че пълната механична енергия на затворена система от тела, между които действат само консервативни сили, остава постоянна. Пълната механична енергия се състои от кинетична енергия, която е свързана с движението на телата, и потенциалната енергия, или енергията на позицията, която може да бъде два вида – еластична потенциална и гравитационна потенциална енергия.
Пример за запазване на механичната енергия е движението на махало – при спускането му потенциалната енергия се преобразува в кинетична (скоростта на махалото нараства), а при издигането му протича обратния процес и кинетичната енергия намалява за сметка на потенциалната. Махалото е често използва пример, защото при движението му има много малки загуби, дължащи се на неконсервативни сили, които в повечето случаи могат да бъдат пренебрегнати. Законът за запазване на механичната енергия за проста система като махалото може да се зададе така:
{\displaystyle {\frac {\mathrm {d} }{\mathrm {d} t}}\left[{\frac {mv^{2}}{2}}+U({\vec {r}})\right]=0},
където U е потенциалната енергия, m масата и v скоростта. Изразът в скобите е пълната механична енергия, първият член в скобите – кинетичната, а вторият член – потенциалната. Това, че първата производна по времето е нула, означава, че механичната енергия на системата се запазва с времето.
Ако в една затворена система освен консервативни, действат и неконсервативни сили (например сила на триене), тогава пълната механична енергия не се запазва. В този случай промяната на механичната енергия {\displaystyle E} на системата за интервал от време от {\displaystyle t_{1}} до {\displaystyle t_{2}} е равна на работата, извършена от външните сили за същия интервал от време: {\displaystyle E(t_{1})-E(t_{2})=A}. Действието на други (немеханични) сили води до превръщане на механичната енергия в други немеханични видове енергия (например топлинна), при което остава в сила по-общия закон за запазване на енергията.

## Термодинамика
В термодинамиката законът за запазване на енергията се формулира исторически от първия закон на термодинамиката, който гласи следното:
Изменението на вътрешната енергия на една термодинамична система при прехода ѝ от едно състояние в друго е равна на работата на външните сили над системата и количеството топлина, получено от системата, но не зависи от начина, по който се осъществява този преход.
Или изказано по друг начин:
Изменението на вътрешната енергия на една термодинамична система е равно на извършената върху нея работа и обмененото количество топлина с други термодинамични системи.
Въвеждането на понятието ентропия в термодинамиката показва възможността за превръщането на топлина в работа. Топлината не е еквивалентна на работа. Работата може да се превърне изцяло в топлина, докато топлината може да се превърне само частично в работа.
Математически този закон се изразява с:
{\displaystyle ~Q=\Delta U+W}
където Q е количеството топлина, получено от системата, U вътрешната енергия и W – извършената от системата работа.
В диференциална форма той се записва:
{\displaystyle dU=\delta Q-\delta W\ }.
където {\displaystyle Q} – количеството топлина, получено от системата, {\displaystyle \Delta U} – изменението на вътрешната енергия на системата, {\displaystyle W} – работата, извършена от системата.
Най-важният извод от това съотношение е, че може ясно да се определи количеството вътрешна енергия на една термодинамична система, но не може да се каже със сигурност какво количество енергия влиза или излиза от системата като резултат от охлаждане или нагряване, нито като резултат от извършена работа от системата или над нея. С обикновени думи, енергията не може да бъде разрушена или създадена, само преминава от една форма в друга. Друг важен извод е, че не съществува вечен двигател от първи род, с други думи – невъзможни са процеси, единственият резултат от които е извършването на работа без каквито и да било други изменения.

## Хидродинамика
В хидродинамиката, за един идеален флуид законът за съхранение на енергията е директно следствие от уравнението на Бернули. Математически той се формулира по следния начин:
{\displaystyle {\frac {v^{2}}{2}}+{\frac {p}{\rho }}+gz={\rm {const}}}
където {\displaystyle \ v} е скоростта на флуида, {\displaystyle \ p} – налягането, {\displaystyle \ \rho } – плътността на флуида, {\displaystyle \ g} – земното ускорение, {\displaystyle \ z} – координата на точката по направление на силата на тежестта.

## Релативистична механика
В релативистичната механика се въвежда понятието 4-вектор на енергията-импулса, който позволява законът за запазване на енергията и импулса да се зададат в единна форма, която не се мени при преминаване от една инерциална система в друга. В математическа форма законът изглежда така:
{\displaystyle ~{\frac {dP_{\mu }}{d\tau }}=0}
където {\displaystyle ~P_{\mu }} – четириимпулса на частицата, {\displaystyle ~\tau } – собственото време на частицата.

## Теория на относителността
Законът за съхранението на енергията в теорията на относителността използва обобщеното понятие на четириимпулса – тензора на енергията-импулса и законът за запазване на енергията изглежда така:
{\displaystyle ~T_{\nu ;\mu }^{\mu }=0}
В общата теория на относителността законът за съхранение на енергията, строго погледнато, е изпълнен само локално, което е свързано с факта, че законът е следствие от еднородността на времето. Всъщност времето е нееднородно и зависи от наличието на тела и полета в пространствено-времевия континуум.